# كبوشي متوج
كبوشي متوج هو نوع من الحيوانات يتبع جنس الكبوشي من فصيلة السعادين الكبوشية الشكل متوطن في البرازيل.